# Just Veillat
 (novembre 2015).
Si vous disposez d'ouvrages ou d'articles de référence ou si vous connaissez des sites web de qualité traitant du thème abordé ici, merci de compléter l'article en donnant les références utiles à sa vérifiabilité et en les liant à la section « Notes et références ».
Just Veillat (1813-1866) est un peintre français, premier conservateur du musée de Châteauroux.

## Biographie
Il descend d'une ancienne famille de Châteauroux. Son père est agriculteur. Just, d'une santé fragile, abandonne ses études de droit. Il passe plusieurs hivers en Italie où il parfait sa culture classique. Il peint aussi ses premiers tableaux. De retour à Paris, il fréquente Eugène Devéria, dont il fut l'élève, mais aussi Dupré et Cabat. Un petit groupe de peintres se forme. Veillat expose ses paysages berrichons au Salon de 1835. Ce qui le fait connaître. Il exposera régulièrement jusqu'en 1850. 
Avec la peinture, il touche aussi à la littérature -il écrit des poèmes- et au journalisme en fondant un journal conservateur, le Représentant de l'Indre. Le 2 décembre 1851,le coup d'État du Prince-Président Louis-Napoléon Bonaparte, met fin à la Deuxième République. Entre-temps, son journal est devenu le Moniteur de l'Indre. En avril 1852, celui-ci publie la déclaration de candidature de Just Veillat à l'élection au Conseil général du canton de Châteauroux : « Je ne me suis pas épargné pour prendre rang parmi les gens de bien, sans passion, sans esprit de parti, sans autre ambition que de concourir à la défense commune et découvrir une issue de salut public. J'ajouterai qu'avant et après le 2 décembre les désordres dont la société a été affligée m'ont fait considérer le pouvoir du Prince Louis Napoléon non seulement comme un bienfait, mais comme une impérieuse nécessité »[réf. nécessaire]. Il est élu au Conseil général puis en devient vice-président, membre du Conseil municipal, du Conseil départemental de l'Instruction publique, administrateur de l'hospice et, enfin, membre de la commission du lycée et de l'École normale.
L'homme politique reste artiste, écrit des romans historiques, souvent sur l'Indre. Collectionneur d'art, il accumule les sculptures, les toiles et les objets. En 1856, la ville hérite du legs Jean-Louis Bourdillon. Il va le gérer en installant les pièces à l'hôtel de ville. Trop à l'étroit, il presse pour obtenir une salle d'exposition, ajoute des objets personnels à la collection, imités par d'autres Castelroussins. Finalement, le maire décrète l'existence officielle du musée Bertrand de Châteauroux en novembre 1863. Just Veillat en est le premier conservateur. Il se voue à sa tâche jusqu'à sa mort, trois ans plus tard, alors qu'il n'a que 53 ans. Sa tombe se trouve au cimetière Saint-Denis de Châteauroux.
En 1921, toutes ces œuvres prendront place dans le nouveau musée abrité par l'hôtel Bertrand, le Musée Bertrand.

## Romans historiques
- Denise de Déols, esquisse historique sur le Bas-Berri, préface de M. l'abbé Voisin, Châteauroux, 1877,  A. Nuret et fils, 420 p. Réédition Saint-Cyr-sur-Loire, 1987, 232 p.
- Les Huguenots d'Issoudun, épisode des guerres de religion en Berri, 1562, Châteauroux, 1878, A. Nuret et fils, 394 p. lire en ligne sur Gallica
- La Vendée de Palluau, souvenir de l'an IV en Berri, 1796, Châteauroux, 1878, A. Nuret et fils, 284 p.
- Du Guesclin à Sainte-Sévère ; suivie de La dame de La Motte-Feuilly, chronique berrichonne du XIVe siècle, 1372, Châteauroux, 1853, A. Nuret, 271 p. lire en ligne sur Gallica